# إس إس جون باري
إس إس جون باري (بالإنجليزية: SS John Barry)‏ كانت سفينة أمريكية[ ؟ ] من نوع سفينة الحرية (بالإنجليزية: Liberty Ship)‏ تصنع في الحرب العالمية الثانية ويبلغ وزنها 7200 طن. ولقد تركت السفينة القافلة التي كانت معها لتذهب في مهمة سرية إلى الظهران في المملكة العربية السعودية ،ولكنها نُسِفت من قبل الغواصة الألمانية[ ؟ ] U895 على بعد 185 كم[ ؟ ] من السواحل العمانيه في التاسع من رمضان عام 1363 هـ الموافق 28 أغسطس 1944.اثنين من أفراد الطاقم ماتوا خلال النسف ولكن أُنقذ باقي أفراد الطاقم في اليوم التالي. السفينة كانت تحمل ثلاثة ملايين عملة معدنية من الفضة فئة 1 ريال سعودي سكت في أمريكية[ ؟ ] و 26 مليون دولار من سبيكة الفضية. كان أحد أسباب الشحنة أن المملكة العربية السعودية لم تكن تتعامل بالعملات الورقية في ذلك الوقت وكانت ستستخدم لدفع المال للعاملين في بناء مصافي النفط.
لقد ذكرت السفينة في كتاب سفن الحرية :صغار بطات الحرب العالمية الثانية القبيحات (بالإنجليزية: liberty ships the ugly duckling of ww2)‏ للكاتب جون بنكر(بالإنجليزية: John Bunker)‏ في عام 1972
بعد خمسة وأربعون سنة قام الشيخ أحمد فريد العولقي رجل أعمال عمان[ ؟ ]ي وخبير إنقاذ بريطاني روبرت هودسن (بالإنجليزية: Robert Hudson)‏ بمحاولة إخراج السفينة.

## وصلات خارجية
موقع عالم أرامكو السعودية مقال سفينة الفضة 